# Aristide Patu de Rosemont
Pour les articles homonymes, voir Patu de Rosemont, Patu et Rosemont.
Désiré Marie Joseph Aristide Patu de Rosemont est né en 1800 à Saint-Benoît de La Réunion est un officier et homme politique français. 

## Biographie
Fils de Joseph, il entre à Saint-Cyr en 1819, nommé sous lieutenant en 1821, il est affecté au régiment des chasseurs de Dordogne. En 1826 il revient à la Réunion qui s'appelle Bourbon. En 1829 il est nommé chef de la milice de Saint-Benoît.
Propriétaire terrien, il est touché par la crise économique des années 1830 qui ruine une partie des propriétaires de la côte Est, crise due à de mauvaises récoltes et un à endettement massif auprès de la caisse des comptes et de crédits créée en 1826. Il adhère alors au mouvement des « Francs créoles », société secrète qui entend transformer l'île.
Il s'intéresse à l'agriculture ; Propose un projet de mise en culture de la Mare à Poule d'Eau, et rédige un rapport sur la mise en culture des plaines des Cafres et des Palmistes ; dans le même temps il réorganise les milices. En 1837, il est nommé conseiller municipal de Saint-Benoît, fonction qu'il occupera sans discontinuité jusqu'en 1859, date de sa nomination comme maire.
Depuis 1832 il était conseiller général et, en 1833 conseiller colonial. Sachant que l'abolition de l'esclavage était inéluctable, il avait proposé dès 1844 l'introduction de travailleurs indiens dans l'île ; en 1848, avec la venue au pouvoir en Métropole de la seconde République, il participe à la rédaction du programme de l'assemblée générale des délégués des Communes qui déclare illégal le décret sur l'abolition de l'esclavage, en demandant l'ajournement pour permettre la récolte et une juste et préalable indemnité.
Il sera entendu, puisque le décret sur l'abolition ne sera promulgué que le 20 décembre 1848, après que les récoltes eurent été faites et que les colons seront indemnisés.
Intéressé par les problèmes de l'éducation, il participe à une commission de l'instruction publique dès 1841 et, en 1853 il émet l'idée de créer un institut agricole à la Réunion, et deux écoles pratiques d'agriculture à Saint-Benoît. Il obtiendra avec l'aide de la collaboration de monseigneur Desprez qu'un collège soit créé en 1856 à Saint-Benoît ; Ce collège accueillera 70 élèves en 1856.
En 1861, il est nommé président de la commission pour l'industrie séricigène et propose de sensibiliser les élèves scolarisés à l'école au sujet de cette culture.
Aristide Patu de Rosemont qui mourut à Saint-Benoît le 28 mai 1867, reconnu par la Société des sciences et arts de la Réunion, s'est attaché aux problèmes scolaire et agricole de cette île que son père Jean-Joseph avait dû quitter à la suite de mauvaises affaires. Il fait partie de ces hommes qui ont marqué leur époque.
Il est également nommé en 1844 Chevalier de la légion d’honneur.